# Weanoc
Weanoc, pleme konfederacije Powhatan Indijanaca nekad nastanjeno na području okruga Charles City u Virginiji, na sjevernoj obali rijeke James. Godine 1608. bilo ih je oko 500. Oni prelaze na južno obalu Jamesa nakon nekog strahovitog napada Irokeza 1687. godine. Njihovo naselje koje su podigli u okrugu Prince George na južnoj obali Jamesa 1722. je napušteno Neko vrijeme (1727) živjeli su i na gornjem toku rijeke Nottoway i pritoci Wyanoke, koja je po njima i dobila ime. Glavno naselje također se nazivalo Weanoc. 

## Vanjske poveznice
- Weanoc Indian Tribe History